# Флавий Бавтон
Флавий Бавтон (на латински: Flavius Bauto; Baudogast; † преди 388 г.) е политик и генерал (magister militum) на Римската империя през 4 век от франкски или венедски произход.
Бавтон произлиза от франките и расте източно от Рейн в Германия, на неокупирана от римляните територия. Той постъпва в римската войска и император Грациан го произвежда през 380 г. magister militum. Грациан го изпраща на Изток да помага на император Теодосий I.
Заедно с владиката Амбросий от Милано той е следващите години съветник на император Валентиниан II.
През 383 г. Бавтон отблъсква навлезлите ютунги в Реция. Той ангажирва варварски племена за боевете против узурпатора Магн Максим.
През 385 г. той е консул заедно с най-възрастния син на Тедосий и по-късен император Аркадий.
Бавтон е баща на генерал Арбогаст и на Елия Евдоксия, която става 395 г. съпруга на Аркадий и е майка на Теодосий II и Елия Пулхерия.